# 吴亚娇
吴亚娇（？—1880年），又名吴娇（Tanka girl Ng Akew），一說为王亚娇（Ong Akew或Ong Mo Kew），活躍於香港開埠初期的蜑家女性，是英屬香港及葡屬澳門的一个鸦片走私者和地主。在1849年的一桩海盗丑闻中，她成为中心人物，并因此获得了巨大的关注。

## 生平
她是美国鸦片贩子、马萨诸塞州第一任州長後人James Bridges Endicott(1814-1870)在香港拥有的一个疍家女奴，可能也参与了他的商业事业。1849年，詹姆斯把他货船上的一部分货物交给了亚娇。于是亚娇就用自己的船沿着海岸售卖。然而她的船和货物都被海盗偷走，亚娇大胆地孤身闯入海盗基地并要求海盗们赔偿损失。不久以后，一艘美国船受到海盗们袭击，船上的货物被一艘海盗船偷走，而亚娇正在那艘船上。之后，被偷走的赃物被从亚娇自己的船上起获。据猜测，亚娇应该是与海盗们协商，用海盗们下一次行动中得到的货物作为她被偷走的货物的赔偿。法庭上，亚娇因证据不足而未被判有罪。很快她就得到释放，并因此事而成名。
James Bridges Endicott退休后定居澳门。他遺囑上寫上留给了亚娇一些香港中環吉士笠街2-10號（IL 104A）的土地，吉士笠街本冠名紀念德國牧師郭士立，後來因為亚娇住在這𥚃，吉士笠街逐漸被稱為「紅毛嬌街」，而阿娇后来成了一个富有的地主。